# Stenotritus greavesi
Stenotritus greavesi là một loài ong trong họ Stenotritidae. Loài này được Rayment miêu tả khoa học đầu tiên năm 1930.